# Lizi
Lizi (kinesiska: 栗子) är en socken i sydvästra Kina. Den ligger i Fengdu härad i storstadsområdet Chongqing, omkring 130 kilometer öster om det centrala stadsdistriktet Yuzhong. Antalet invånare är 7 942. Befolkningen består av 3 902 kvinnor och 4 040 män. Barn under 15 år utgör 23,0 %, vuxna 15-64 år 61 %, och äldre över 65 år 15,0 %.